# Marko Meerits
Marko Meerits est un footballeur estonien, né le 26 avril 1992 à Tallinn. Il évolue au poste de gardien de but.

## Palmarès
- FC Flora Tallinn
  - Vainqueur du Championnat d'Estonie en 2010, et 2011.
  - Vainqueur de la Supercoupe d'Estonie en 2011.
  - Vainqueur de la Coupe d'Estonie en 2013.

## Statistiques
| Saison    | Club             | Pays           | Championnat | Coupes nationales | Coupe d'Europe | Estonie  |
| --------- | ---------------- | -------------- | ----------- | ----------------- | -------------- | -------- |
| 2008      | FC Warrior Valga | Meistriliiga   | 3 matchs    | -                 | -              | -        |
| 2009      | FC Flora Tallinn | Meistriliiga   | -           | -                 | -              | -        |
| 2010      | FC Flora Tallinn | Meistriliiga   | 10 matchs   | 3 matchs          | 1 match (C3)   | 1 match  |
| 2011      | FC Flora Tallinn | Meistriliiga   | 13 matchs   | 3 matchs          | -              | 2 matchs |
| 2011-2012 | Vitesse Arnhem   | Eredivisie     | 4 matchs    | -                 | -              | -        |
| 2012-2013 | Vitesse Arnhem   | Eredivisie     | -           | -                 | -              | -        |
| 2013      | FC Flora Tallinn | Meistriliiga   | 14 matchs   | 3 matchs          | 2 matchs (C3)  | -        |
| 2013-2014 | Vitesse Arnhem   | Eredivisie     | -           | -                 | -              | -        |
| 2014-2015 | FC Emmen         | Jupiler League | -           | -                 | -              | -        |

Dernière mise à jour le 18 juillet 2014